# Tuhkionsaari
Tuhkionsaari är en ö i Finland. Den ligger i sjön Alainen-Tuhkio och i kommunen Etseri i den ekonomiska regionen  Kuusiokunnat  och landskapet Södra Österbotten, i den centrala delen av landet, 270 km norr om huvudstaden Helsingfors. Öns area är 2,5 hektar och dess största längd är 250 meter i nord-sydlig riktning.